# Kursavka
Kursavka (in russo Курсавка?) è un villaggio della Russia europea meridionale, situato nel Territorio di Stavropol'; è il centro amministrativo del distretto Andropovskij.
Si trova lungo il fiume Surkul', a sud-est di Stavropol'.